# Riforma dell'ortografia russa del 1918
La Riforma dell'ortografia russa del 1918 è la più recente delle maggiori riforme ortografiche della lingua russa: essa comportò il passaggio della scrittura del russo come sotto l'Impero dai tempi di Pietro il Grande – cioè la cosiddetta "ortografia petrina" (russo: петровское правописание, oppure петровское правописаніе secondo la vecchia ortografia) – alla forma scritta contemporanea – la cosiddetta "nuova ortografia" (russo: новое правописание). Preparata da una commissione guidata da Aleksej Šachmatov, è entrata in vigore poco dopo la Rivoluzione d'ottobre del 1917.
Šachmatov diresse il comitato per la semplificazione dell'ortografia, le cui proposte dell'11 maggio 1917 gettarono le basi per le nuove regole ortografiche adottate dal ministero per l'educazione popolare.

## Modifiche introdotte

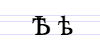
La lettera cirillica 'jat'

L'ortografia russa venne semplificata unificando molte desinenze aggettivali e pronominali e, sulla base della pronuncia moscovita, sostituendo le lettere
ѣ (jat) con е
і e ѵ con и
ѳ con ф
ed eliminando la jer muta, compreso il "segno duro" ъ in fine di parola.
Cambiano le regole di scrittura dei prefissi che terminano in з o с (ad eccezione del prefisso с-): vengono scritti con la с davanti a una consonante sorda e con la з davanti a una consonante sonora o a una vocale
разступиться → расступиться
разбить → разбить
разораться → разораться;
Nei casi genitivo e accusativo di aggettivi e participi la desinenza -аго cambia in -ого oppure, dopo sibilante, in -его; la desinenza -яго cambia in -его
новаго → нового
лучшаго → лучшего
ранняго → раннего;
Nei casi nominativo e accusativo di aggettivi e participi di genere femminile e neutro le desinenze plurali -ыя e -ія cambiano rispettivamente in -ые e -ие
новыя (книги, изданія) → новые;
Le forme femminili plurali онѣ, однѣ, однѣхъ, однѣмъ, однѣми cambiano in они, одни, одних, одним, одними;
Il pronome personale singolare femminile al genitivo ея (нея) cambia in её (неё).

## Applicazione
Nel dicembre 1917 il Commissariato del Popolo per l'Educazione, diretto da Anatolij Vasil'evič Lunačarskij, emise un decreto secondo cui "tutte le istituzioni statali e governative e le scuole senza nessuna eccezione devono passare alla nuova ortografia immediatamente ... dal 1º gennaio 1918 tutte le pubblicazioni governative e statali, periodiche ... e non periodiche" dovranno essere prodotte nel nuovo stile. Il decreto era sostanzialmente identico alle proposte avanze dalla commissione di maggio e fu recepito nel decreto emesso dall'Assemblea dei Commissari del Popolo nell'ottobre 1918.
Formalmente una pubblicazione privata poteva ancora essere stampata secondo la vecchia ortografia e non vi era obbligo di rieducare alla nuova ortografia le persone che avevano studiato secondo la norma precedente; tuttavia il governo sovietico presto impose un monopolio sulla stampa forzando di fatto l'applicazione del decreto. Alcune pubblicazioni accademiche, riferite a vecchi lavori, continuarono ad essere pubblicate con la vecchia ortografia (eccetto che per il titolo e spesso la prefazione) fino al 1929.
Alcune pubblicazioni curate da emigrati russi continuarono ad essere stampate con la vecchia ortografia fino agli anni 1970.
Le ferrovie russe e successivamente sovietiche avevano in esercizio locomotive identificate dalle lettere "І", "Ѵ" e "Ѳ". Queste serie rimasero in esercizio e non vennero rinominate fino alla dismissione delle locomotive negli anni 1950.

## Aspetti positivi della riforma
La riforma cancellò dall'alfabeto russo coppie e gruppi di grafemi omofoni e ridusse il numero di regole ortografiche che non trovavano riscontro nella pronuncia, ad esempio le regole per la formazione del plurale, che richiedevano l'apprendimento di lunghe liste di parole che prendevano la jat, liste la cui composizione era peraltro oggetto di dispute tra linguisti.